# دينيز بوزكورت
دينيز بوزكورت (بالإنجليزية: Deniz Bozkurt)‏ هو لاعب كرة قدم أمريكي في مركز الوسط، ولد في 27 يوليو 1993 في بلانتيشن في الولايات المتحدة. شارك مع منتخب بورتوريكو تحت 20 سنة لكرة القدم ومنتخب بورتوريكو لكرة القدم. أما مع النوادي، فقد لعب مع روت فايس آهلن.

## وصلات خارجية
- دينيز بوزكورت على موقع قاعدة بيانات كرة القدم.إي يو (الإنجليزية)
- دينيز بوزكورت على موقع ناشيونال فوتبول تيمز (الإنجليزية)
- دينيز بوزكورت على موقع Soccerway.com (الإنجليزية)